# Бойд, Дженни
Дженни Бойд (англ. Jenny Boyd; род. 27 февраля 1991, Сьон, Швейцария) — американская актриса и модель. Известна по роли Лиззи Зальцман в сериале «Наследие».

## Биография
Дженни Бойд родилась в Сьоне, Швейцария. Выросла в США, штате Орегон, а теперь живёт и работает в Лос-Анджелесе, штат Калифорния. У Дженни есть старшая сестра Александра Бойд, а также Дженни имеет двойное гражданство — британское и американское. Окончила лондонскую Академию музыки и драматического искусства «LAMDA», в области актёрского мастерства окончила со степенью бакалавра.
Дженни работала в качестве международной модели с агентством Elite New York. В 2014 году снялась в фильме «Приключение викингов» в роли Таси, в 2018 году её утвердили на роль Лиззи Зальцман в спинн-оффе сериалов «Дневники вампира» и «Первородные» — «Наследие». Дженни вместе с Кайли Брайант играют сестер Лиззи и Джози Зальцман, дочерей Аларика Зальцмана (Мэттью Дэвис), Джо Паркер (Джоди Лин О’Киф) и Кэролайн Форбс (Кэндис Кинг).
4 июня 2022 года Дженни Бойд вышла замуж за своего давнего спутника Идена Фрэнсиса Чарльза Ормерода, с которым была помолвлена в 2021 году.

## Фильмография
| Год       |     | Русское название     | Оригинальное название | Роль           |
| --------- | --- | -------------------- | --------------------- | -------------- |
| 2015      | тф  | Приключения викингов | Viking Quest          | Тася           |
| 2016      | кор | —                    | Clean Sheets          | Соня           |
| 2018      | ф   | —                    | Hex                   | Эмбер Келли    |
| 2018      | кор | —                    | Sunday Tide           | Кристабель     |
| 2018—2023 | с   | Наследие             | Legacies              | Лиззи Зальцман |